# Mitchell Guthrie
Pas d'image ? Cliquez ici
Mitchell Guthrie ou Mitch Guthrie Jr., né le 20 novembre 1996 à Glendora  (Californie), est un pilote américain de rallye-raid. 

## Biographie
Il suit les traces de son père, Mitchell Guthrie Sr..
Il remporte les WORCS Unlimited Series en 2015, les championnats du monde UTV en 2016 et la Baja 1000 en 2017. Il entame son premier dakar en 2020 en remportant la 4e étape, mais doit abandonner plus tard à la suite de la casse de son moteur. Il poursuit néanmoins l'aventure en récupérant le moteur du duo Cyril Despres-Mike Horn, abandonnant avant le départ de la 8e étape.
Contrôlé positif au Covid avant le début de la course, il ne prend pas le départ du Rallye Dakar 2022.

## Palmarès

### Résultats au Rallye Dakar
| Année | Catégorie     | Marque        | Position       | Victoires d'étapes | Copilote     |
| ----- | ------------- | ------------- | -------------- | ------------------ | ------------ |
| 2020  | SSV           | OT3 buggy     | Abd (7e étape) | 3                  | Ola Fløene   |
| 2021  | Protos légers | OT3 buggy     | Abd (5e étape) | -                  | Ola Fløene   |
| 2023  | Protos légers | MCE-5         | 23e            | 5                  | Kellon Walch |
| 2024  | Challenger    | Taurus T3 Max | 2e             | 3                  | Kellon Walch |
| 2025  | Auto          | Ford Raptor   | 5e             | -                  | Kellon Walch |